# Campeonato Burquinense de Futebol 2017/2018
O Campeonato Burquinense de Futebol (2017/2018) é a edição do Campeonato Burquinense de Futebol que se realizará entre 2017 e 2018.